# جزیره باسارال
جزیره باسارال (به قزاقی: Basaral) یک جزیره در قزاقستان است که در استان جامبیل واقع شده‌است. جزیره باسارال ۳۹۳ متر بالاتر از سطح دریا واقع شده‌است.